# John Baras
John S. Baras é um engenheiro eletricista estadunidense, Lockheed Martin Chair in Systems Engineering, Universidade de Maryland.
Foi incluído na classe de fellows de 2019 da American Mathematical Society "for contributions to the mathematical foundations and applications of systems theory, stochastic systems, stochastic control, network security and trust, mentoring and academic leadership".